# Мокор
Моко́р (фр. Maucor) — коммуна во Франции, находится в регионе Аквитания. Департамент — Атлантические Пиренеи. Входит в состав кантона Пе-де-Морлаас и дю Монтанерес. Округ коммуны — По.
Код INSEE коммуны — 64370.

## География

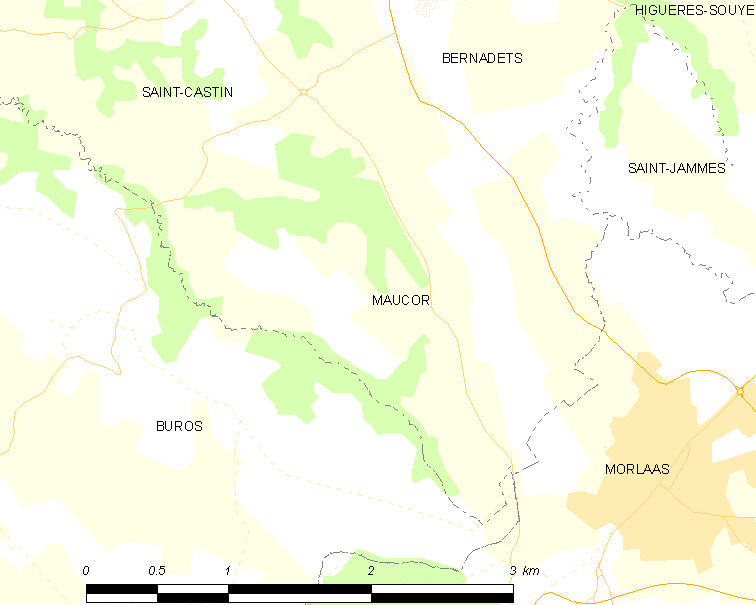
Карта коммуны

Коммуна расположена приблизительно в 650 км к югу от Парижа, в 170 км южнее Бордо, в 10 км к северо-востоку от По.
На северо-востоке коммуны протекает река Люи-де-Франс.

### Климат
Климат тёплый океанический. Зима мягкая, средняя температура января — от +5°С до +13°С, температуры ниже −10 °C бывают редко. Снег выпадает около 15 дней в году с ноября по апрель. Максимальная температура летом порядка 20-30 °C, выше 35 °C бывает очень редко. Количество осадков высокое, порядка 1100 мм в год. Характерна безветренная погода, сильные ветры очень редки.

## Население
Население коммуны на 2010 год составляло 505 человек.
| 1962 | 1968 | 1975 | 1982 | 1990 | 1999 | 2010 |
| ---- | ---- | ---- | ---- | ---- | ---- | ---- |
| 181  | 204  | 282  | 396  | 436  | 461  | 505  |

## Администрация
| Период | Период | Фамилия       | Партия | Примечания |
| ------ | ------ | ------------- | ------ | ---------- |
| 1995   | 2008   | Гюстав Дюпрье |        |            |
| 2008   | 2014   | Жан-Луи Лалан |        |            |
| 2014   | 2020   | Робер Картер  |        |            |

## Экономика
В 2010 году среди 319 человек трудоспособного возраста (15-64 лет) 231 были экономически активными, 88 — неактивными (показатель активности — 72,4 %, в 1999 году было 70,7 %). Из 231 активных жителей работали 208 человек (117 мужчин и 91 женщина), безработных было 23 (8 мужчин и 15 женщин). Среди 88 неактивных 31 человек были учениками или студентами, 36 — пенсионерами, 21 были неактивными по другим причинам.

## Достопримечательности
- Церковь Св. Иоанна Крестителя (XIX век)[4]